# Tetracanthella grindbergsi
Tetracanthella grindbergsi är en urinsektsart som beskrevs av Louis Deharveng 1987. Tetracanthella grindbergsi ingår i släktet Tetracanthella och familjen Isotomidae. Inga underarter finns listade i Catalogue of Life.